# Кольцевая линия (Копенгаген)
Кольцевая линия (дат. Cityringen) или линия М3 — линия Копенгагенского метро. Открыта 29 сентября 2019 года. Планы её строительства были утверждены Фолькетингом 1 июня 2007 года. Общая стоимость оценивалась в 15 млрд. крон, но возросла до 21,3 млрд крон, когда подрядчики были объявлены.

## Станции и маршрут
Проектная длина Кольцевой линии 15,5 км, количество станций — 17. Линия имеет переходы на линии М1 и М2 на станциях «Конгенс Нюторв» и «Фредериксборг». Также с Кольцевой линии есть переход на линии пригородных поездов на станциях: «Копенгаген Н», «Эстерпорт» и «Нёрребро». Это позволит расширить транспортную доступность в Нёрребро и Остербро.
В декабре 2005 года Копенгагенский и Фредериксбергий муниципалитеты согласовали маршрут Кольцевой линии с целью охватить территории, не обслуживаемые системой пригородных электричек и метро.
Планируется, что ежегодно 34 млн пассажиров пересядет с автобусов на метро благодаря вводу Кольцевой линии.
Выемка грунта при строительстве линий впоследствии используется как насыпь при рекультивации Нордхавена, Эресунн.

### Станции
Станции перечислены против часовой стрелки, начиная с юго-востока.
- «Копенгаген H» (пересадка на поезда)
- «Ратушная площадь» (Rådhuspladsen), возле мэрии Копенгагена
- «Гаммель Странд» возле дворца Кристиансборг
- «Конгенс-Нюторв» (пересадка на линии М1 и М2)
- Церковь Фредерика (Мраморная церковь)
- «Остерпорт» (пересадка на поезда)
- «Трианглен» (недалеко от стадиона Паркен)
- «Поуль Хенингенс Плас»
- «Виббенс Рудде»
- «Скольдс Плас»
- «Норебро» (пересадка на поезда)
- «Норебро Рудде»
- «Нукс Плас»
- «Мюллер Аксель Хав»
- «Фредериксберг» (переход на линии М1 и М2)
- «Фредериксберг Алле»
- «Эндхав Плас»

Новые станции имеют одинаковый дизайн, сходный с другими станциями, однако имеют большое количество разнообразных материалов, делающих отдельные станции более узнаваемыми.